# フードル (水上機母艦)
| イラストは水雷巡洋艦時代の「フードル」 | |
| 写真は水上機母艦時代の「フードル」     | |
| 艦歴                                   | |
| 発注                                   | ボルドー、ジロンド造船所                                                                                         |
| 起工                                   | 1892年2月6日 |
| 進水                                   | 1895年10月20日                                                                                                   |
| 就役                                   | 1897年 |
| 退役                                   | |
| その後                                 | 1907年工作艦に改装後、1911年に水上機母艦へと改装。                                                               |
| 除籍                                   | 1921年除籍後、1922年解体処分。                                                                                   |
| 前級                                   | - |
| 次級                                   | コマンダン・テスト                                                                                               |
| 性能諸元                               | |
| 排水量                                 | 常備：5,994トン （水上機母艦時：6,089トン）                                                                      |
| 全長                                   | 118.7m 116.0m（水線長）                                                                                          |
| 全幅                                   | 15.6m（17.2m）                                                                                                   |
| 吃水                                   | 7.14m （水上機母艦時：5.5m）                                                                                     |
| 機関                                   | 形式不明石炭専焼水管缶2基 +三段膨張レシプロ機関2基2軸推進                                                        |
| 最大出力                               | 11,500hp |
| 航続距離                               | -ノット/-海里（石炭：-トン）                                                                                     |
| 最大速力                               | 19.6ノット |
| 乗員                                   | 410名（水上機母艦時：430名）                                                                                     |
| 兵装                                   | カネー 10cm（45口径）単装速射砲8基 カネー 6.5cm（-口径）単装速射砲4基 オチキス 3.7cm（23口径）5連装回転式機砲4基 |
| 装甲                                   | 甲板：120mm（主甲板） 司令塔：-mm                                                                                |
| 航空兵装                               | 最大水上機11機（計画）、常用8機、射出機1基                                                                       |

フードル (La Foudre) は、フランス海軍の艦艇。水雷母艦として建造され、工作艦、機雷敷設艦となったあと、水上機母艦へと改装された。「フードル」は世界初の水上機母艦である。

## 概要

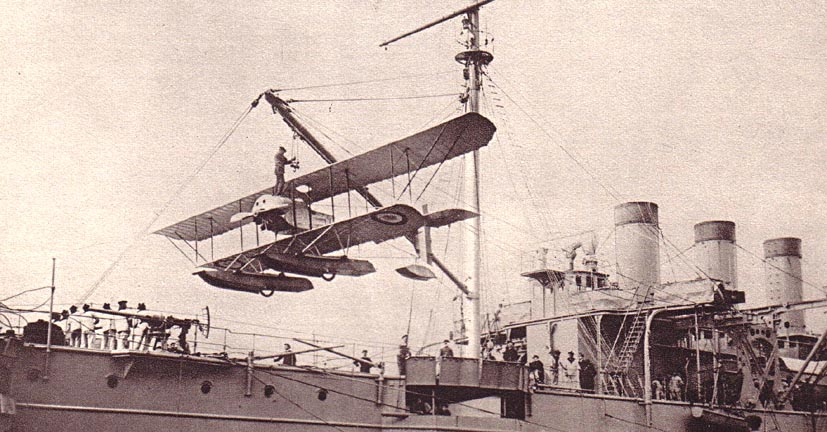
本艦により運用される水上機。

本艦は水雷艇の母艦となるべく建造された艦である。当時の魚雷艇は艦形が小型で航続性能が低く外洋での行動範囲が狭かった。そこで、そのような大きさの水雷艇を公海上まで運搬して敵地で卸して攻撃し、必要ならば水雷艇を修理、補給を行える母艦として設計されたのが本艦である。しかし、後に魚雷の大口径化に伴う水雷艇の艦形大型化により本艦の能力が低くなると、1907年に艦内容積の大きさを活かして修繕機械を積んで工作艦へと改装され、更に水雷艇置き場を利用した機雷敷設艦として1910年から運用された。
この頃、フランス海軍で水雷艇に変わる攻撃手段として水上機が注目され、1911年から水雷艇運用クレーンと艦内の修繕施設、広い前後甲板を活かした水上機母艦として「フードル」を用いてテストを開始した。
1912年3月に水上機母艦への改装は完了。一時は滑走台が設けられ、1914年5月8日に民間人がフランス海軍初の艦上からの発進に成功しているが、その後海軍士官は失敗し滑走台は撤去された。
マルタで第一次世界大戦開戦を迎え、アドリア海で船団護衛に従事後、ポートサイドへ移動した。「フードル」は1914年10月にはアンティバリへ偵察機2機を陸揚げし、12月1日には偵察任務のためニューポール単葉機5機をポートサイドへ降ろしている。
1915年にはガリポリの戦いに参加し、搭載機による偵察を行った。
1915年6月下旬にフランスがシリア沿岸の封鎖を開始すると、「フードル」は装甲巡洋艦「ドゥゼ」、防護巡洋艦「ギシャン」とともに北側の区画を担当した。9月、「フードル」は装甲巡洋艦「アミラル・シャルネ」、「ドゥゼ」などとともにオスマン帝国軍に虐殺される恐れのあったアルメニア人の救出作戦に参加した。
戦後の1921年12月1日に除籍され、翌年売却されて解体された。